# III. Pietro Candiano
III. Pietro Candiano (?, 10. század – Velence, 959) volt Velence történetének huszonegyedik dózséja. 942-ben a nagyhatalmú Participazio család egyik tagja után lépett a trónra, amely eleinte különböző cselszövésekkel próbálta eltávolítani a dózsét hatalmából. Pietro uralkodása során hazafias háborút kezdett a szláv kalózok ellen, aminek következtében igen megnőtt népszerűsége a velenceiek körében, és még hatalma örökletessé tételét is elnézték neki.

## A harmadik Pietro Candiano a trónon
Velence ugyan köztársasági államformát vett fel, azonban ennek semmiféle hivatalos megerősítése nem létezett akkoriban. A dózsék, és kifejezetten a Participazio család uralkodóinak egyik legfőbb célja volt, hogy a hatalmat dinasztikussá téve biztosítsák Velence trónját utódaiknak. Ez sohasem sikerült, és többek között Pietro elődjének, Pietro Participaziónak a bukásához is vezetett.
Az új dózse sem ismeretlen családból származott, hiszen a harmadik Candiano volt a Serenissima (a Velencei Köztársaság korabeli jelzője) élén. Viszont egy olyan időszakban, amikor az előző dózsét éppen dinasztikus törekvései miatt üldözték el, nem volt tanácsos rögtön az utódlás kérdésével foglalkozni. Pietrónak azonban éppen ez volt a legfőbb vágya.
942-ben a velenceiek választották meg dózsénak, de az udvar hemzsegett a Participazio család méregkeverőitől, intrikáktól és cselszövésektől. Eleinte nehéz volt megszilárdítania hatalmát, hiszen a kereskedőváros népe sem támogatta különösképpen. Ekkor azonban egy olyan harcba bonyolódott Velence, amelyet kihasználva Pietro igazi nemzeti hőssé vált.

## A karnevál gyökerei
Velence története során több háborút is vívott a dalmát partoknál tanyázó szláv és neretvai horvát törzsek kalózai ellen. Ezek többsége a velenceiek győzelmével végződött, hiszen a kalózhorda nem tudott egységesen fellépni a köztársaság erői ellen. Ráadásul a velencei hajók sokkal sikeresebben vették az akadályokat, mint a kalózok bárkái. A sorozatos vereségek azonban nem pusztították el a kalózok hódítási vágyát, csak rafináltabbá tették őket. Az isztriai kalózok kiismerték a velenceiek szokásait, és úgy döntöttek, hogy az erős várost egyik ünnepén fogják megtámadni.
Velence minden évben a gyertyaszentelőt megelőző napon fényes felvonulást rendezett. Ezen a napon a köztársaság legbefolyásosabb családjainak tizenkét szűz leánya kötött házasságot az Olivolo-szigeten. A hagyomány szerint már igen korán útnak indulnak a feldíszített gondolák, amelyek Velence minden részéből Olivolo (a mai Castello-sziget) felé úsztak, ahol a velencei állam legmagasabb rangú klerikusának (ekkor még püspök, később pátriárka lett) temploma állott. A templom előtt elterülő Castello téren gyülekezett a tizenkét pár, és a kísérő rokonok és barátok gondolái is ide érkeztek meg. A pompás menetet, a gyönyörű ruhába bújt nemeseket zenészek is követték, a felvonulást pedig tömött sorokban bámulták a partról az egyszerű velenceiek. Az ünnepségnek volt egy igen fontos szabálya: senkinél sem lehetett fegyver. Erre alapozta haditervét az isztriai kalózcsapat is.
Az Olivolo-szigethez közel, a nyílt tenger felé volt egy kis sziget, amelyre később a velencei fegyverraktár épült. Ez akkoriban lakatlan volt, és remek kiindulópontot biztosított a kalózoknak tervezett támadásukhoz. Az éjszakát ezen a szigeten töltötték a támadók, és amikor másnap reggel a fényes menet a templom elé érkezett, felfegyverkeztek és az Olivolo-csatornán hamarosan a szigetre értek. Kivont szablyáikkal a templom minden ajtaján beözönlöttek az ünneplők közé, és az oltárok elől elrabolták a tizenkét menyasszonyt. A közelben kikötött hajókra lökdösték őket, és rögtön útnak eredtek, hogy mihamarabb elérjék Isztria biztonságos partjait.
A ceremónián részt vett Pietro dózse is, aki lecsillapította a feldühödött családtagokat és férjeket, majd a téren fegyverbe szólította a velenceieket. Pietro hadba állította a kiváló velencei flottát, és a nemesi bárkákkal Santa Maria Formosa szigeténél találkoztak, hogy utolérjék a kalózokat, és bosszút álljanak rajtuk. A szél és a jóépítésű hajók segítségével hamar utolérték a szláv rablókat, és a Caorle lagúnában véres bosszút álltak a menekülőkön. A győztesként visszatérő velencei hajók élén Pietro állt, akit az összegyűlt nép hősként ünnepelt. A házasságokat még aznap este megtartották.
Ez a legenda ingatag történelmi lábakon áll, de a hagyomány szerint ettől kezdve létezik a mindmáig világhírű velencei karnevál.

## Utódlás
A dózsét hősként tisztelték, és hatalma végre szilárd alapokon nyugodott. Pietrónak így alkalma nyílt a dinasztikus uralom kiépítésére. 959-ben maga mellé vette Pietro nevű fiát a trónra. Az ifjú társuralkodó hamar ráérzett a hatalom ízére, és egyre többet akart belőle. Céljainak elérésére szövetséget kötött Ravenna márkijával, Guidóval és az itáliai királlyal, Berengárral. Az így megalakult szövetséges erők élén az ifjú  bevonult Velencébe, és elűzte a dózsék trónjáról saját apját.
Pietro ebben az évben kezdte megépíteni a város körüli falat, amely a tenger védelmén túl még egy erős védvonalat jelentett Velencének. A Dózse-palota erőd jellegét megerősítette. A falak később nagy szerepet játszottak abban, hogy a területileg szétszórt várost összekovácsolják.